# Satz von Mazurkiewicz (Mengenlehre)
Der Satz von Mazurkiewicz der Mengenlehre ist ein mathematischer Lehrsatz, welcher auf den  polnischen Mathematiker Stefan Mazurkiewicz zurückgeht. Sein Beweis benutzt den zermeloschen Wohlordnungssatz und setzt insofern die Gültigkeit des Auswahlaxioms voraus.
Der Satz besagt:
Es existiert in der  euklidischen Ebene {\displaystyle {\mathbb {E} }^{2}} eine Punktmenge, welche mit jeder in {\displaystyle {\mathbb {E} }^{2}} gelegenen Geraden genau zwei Punkte gemeinsam hat.